# Alfiano Natta
Alfiano Natta é uma comuna italiana da região do Piemonte, província de Alexandria, com cerca de 793 habitantes. Estende-se por uma área de 13 km², tendo uma densidade populacional de 61 hab/km². Faz fronteira com Calliano (AT), Castelletto Merli, Moncalvo (AT), Odalengo Piccolo, Penango (AT), Tonco (AT), Villadeati.

## Demografia
| Variação demográfica do município entre 1861 e 2011 |
|                                                     |
| Istituto Nazionale di Statistica (ISTAT)            |